# Сонино
Сонино (итал. Sonnino) је насеље у Италији у округу Латина, региону Лацио.
Према процени из 2011. у насељу је живело 3350 становника. Насеље се налази на надморској висини од 294 м.

## Становништво
Према резултатима пописа становништва 2011. у општини је живело 7.279 становника.
| 1931. | 1936. | 1951. | 1961. | 1971. | 1981. | 1991. | 2001. | 2011. |
| ----- | ----- | ----- | ----- | ----- | ----- | ----- | ----- | ----- |
| 5.959 | 6.600 | 7.786 | 7.942 | 6.859 | 6.764 | 6.953 | 7.043 | 7.279 |

## Партнерски градови
- Есен
- Канал
- Бинаско